# 泰寧路
泰寧路（たいねいろ）は、中国にかつて存在した路。モンゴル帝国および大元ウルスの時代に現在の吉林省白城市一帯に設置された。
チンギス・カンの末弟のテムゲ・オッチギンを始祖とするオッチギン・ウルスの遊牧地であり、北元時代には泰寧路に由来する泰寧衛（実質的にはオッチギン・ウルスの後身）が設置された。

## 歴史
金代の泰州を前身とする。元代の中期に至るまでは遼陽等処行中書省に属する1州（泰州）でしかなかったが、1315年（延祐2年）泰州から泰寧府に昇格となり、さらにその2年後には泰寧路に昇格して泰寧県が設置された。
元代における泰寧路についての記録はほとんどないが、明初に編纂された『華夷訳語』によると、「万寿寺」という大規模な寺院が建設されていた。後述するオッチギン・ウルスの明朝への投降の際、皇族の遼王アジャシュリと並んで万寿寺の僧イリンチンジャブに使者が派遣されており、現地に大きな影響力を有していたと見られる。
朱元璋による明朝の建国後も泰寧路に住まうオッチギン・ウルスはしばらく健在であったが、1388年（洪武21年）のブイル・ノールの戦いにおける大敗北を切っ掛けに、遂にオッチギン・ウルス当主遼王アジャシュリは1389年（洪武22年）明朝に投降した。この時、明朝は投降したオッチギン・ウルスに泰寧衛の名称を与え、以後オッチギン・ウルスは北元時代を通じて泰寧衛の名で知られるようになった。

## 管轄県
泰寧路には泰寧県のみが設置されていた。